# Hyphydrus lyratus
Hyphydrus lyratus är en skalbaggsart som beskrevs av Olof Peter Swartz 1808. Hyphydrus lyratus ingår i släktet Hyphydrus och familjen dykare.

## Underarter
Arten delas in i följande underarter:
- H. l. xanthomelas
- H. l. flavicans
- H. l. foveolatus
- H. l. lyratus